# Giesen
Giesen település Németországban, azon belül Alsó-Szászország tartományban. Lakosainak száma 9747 fő (2023. december 31.). Giesen Harsum, Sarstedt, Hildesheim és Nordstemmen községekkel határos.

## Népesség
A település népességének változása:
| Lakosok száma | 9804 | 9698 | 9709 | 9700 | 9732 | 9747 |
|               | 2016 | 2017 | 2019 | 2021 | 2022 | 2023 |